# Mankato (Minnesota)

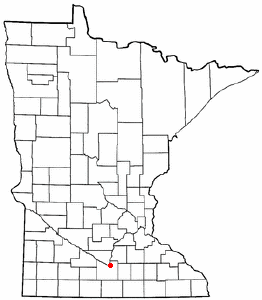
Położenie miasta

Mankato – miasto w hrabstwie Blue Earth, w stanie Minnesota.
Założone zostało w 1852 przez Parsonsa Kinga Johnsona i Henry'ego Jacksona.
W mieście ma siedzibę Uniwersytet Stanu Minnesota (ang. Minnesota State University, Mankato). 